# Lijst van nummer 1-albums in de Nederlandse Album Top 100 in 1997
Onderstaande albums stonden in 1997 op nummer 1 in de Mega Album Top 100, de voorloper van de huidige Nederlandse Album Top 100. De lijst werd wekelijks samengesteld door de Stichting Mega Top 100.
| Nummer | Datum        | Artiest                            | Titel                                        |
| ------ | ------------ | ---------------------------------- | -------------------------------------------- |
| 379    | 4 januari    | BZN                                | A Symphonic Night                            |
| 380    | 11 januari   | Helmut Lotti                       | Helmut Lotti Goes Classic II                 |
| 365    | 18 januari   | Céline Dion                        | Falling into You                             |
| 381    | 25 januari   | Marco Borsato                      | De waarheid                                  |
|        | 1 februari   | Marco Borsato                      | De waarheid                                  |
|        | 8 februari   | Marco Borsato                      | De waarheid                                  |
|        | 15 februari  | Marco Borsato                      | De waarheid                                  |
|        | 22 februari  | Marco Borsato                      | De waarheid                                  |
|        | 1 maart      | Marco Borsato                      | De waarheid                                  |
|        | 8 maart      | Marco Borsato                      | De waarheid                                  |
| 382    | 15 maart     | U2                                 | Pop                                          |
|        | 22 maart     | U2                                 | Pop                                          |
| 383    | 29 maart     | Andrea Bocelli                     | Romanza                                      |
| 384    | 5 april      | Spice Girls                        | Spice                                        |
|        | 12 april     | Spice Girls                        | Spice                                        |
|        | 19 april     | Spice Girls                        | Spice                                        |
| 385    | 26 april     | Frans Bauer & Marianne Weber       | Frans Bauer & Marianne Weber                 |
|        | 3 mei        | Frans Bauer & Marianne Weber       | Frans Bauer & Marianne Weber                 |
|        | 10 mei       | Frans Bauer & Marianne Weber       | Frans Bauer & Marianne Weber                 |
| 386    | 17 mei       | Jantje Smit                        | Ik zing dit lied voor jou alleen             |
|        | 24 mei       | Jantje Smit                        | Ik zing dit lied voor jou alleen             |
| 387    | 31 mei       | Michael Jackson                    | Blood on the Dance Floor: HIStory in the Mix |
| 386    | 7 juni       | Jantje Smit                        | Ik zing dit lied voor jou alleen             |
|        | 14 juni      | Jantje Smit                        | Ik zing dit lied voor jou alleen             |
| 384    | 21 juni      | Spice Girls                        | Spice                                        |
| 386    | 28 juni      | Jantje Smit                        | Ik zing dit lied voor jou alleen             |
| 384    | 5 juli       | Spice Girls                        | Spice                                        |
| 388    | 12 juli      | The Prodigy                        | The Fat of the Land                          |
|        | 19 juli      | The Prodigy                        | The Fat of the Land                          |
|        | 26 juli      | The Prodigy                        | The Fat of the Land                          |
| 384    | 2 augustus   | Spice Girls                        | Spice                                        |
| 388    | 9 augustus   | The Prodigy                        | The Fat of the Land                          |
| 389    | 16 augustus  | Eternal                            | Before the Rain                              |
| 390    | 23 augustus  | Backstreet Boys                    | Backstreet's Back                            |
|        | 30 augustus  | Backstreet Boys                    | Backstreet's Back                            |
|        | 6 september  | Backstreet Boys                    | Backstreet's Back                            |
| 391    | 13 september | Oasis                              | Be Here Now                                  |
| 392    | 20 september | De Kast                            | Niets te verliezen                           |
| 393    | 27 september | Mariah Carey                       | Butterfly                                    |
|        | 4 oktober    | Mariah Carey                       | Butterfly                                    |
| 394    | 11 oktober   | Frans Bauer                        | Weil ich dich liebe                          |
| 395    | 18 oktober   | BZN                                | Pearls                                       |
|        | 25 oktober   | BZN                                | Pearls                                       |
|        | 1 november   | BZN                                | Pearls                                       |
| 396    | 8 november   | Anouk                              | Together Alone                               |
| 397    | 15 november  | Spice Girls                        | Spiceworld                                   |
|        | 22 november  | Spice Girls                        | Spiceworld                                   |
| 398    | 29 november  | Céline Dion                        | Let's Talk About Love                        |
|        | 6 december   | Céline Dion                        | Let's Talk About Love                        |
|        | 13 december  | Céline Dion                        | Let's Talk About Love                        |
|        | 20 december  | Céline Dion                        | Let's Talk About Love                        |
|        | 27 december  | geen Mega Album Top 100 verschenen | geen Mega Album Top 100 verschenen           |